# 창녕 양훤 묘비
창녕 양훤 묘비(昌寧 楊晅 墓碑)는 대한민국 경상남도 창녕군 장마면 동정리에 있는, 어촌 양훤 선생의 묘 앞에 서 있는 비이다.
1983년 7월 20일 경상남도의 문화재자료 제71호 어촌 양훤 묘비으로 지정되었다가, 2018년 12월 20일 현재의 명칭으로 변경되었다.

## 개요
어촌 양훤 선생의 묘 앞에 서 있는 비이다.
양훤은 병자호란 때 청나라군의 침입으로 인조가 남한산성에 포위당해 있다는 소식을 듣고 의령일대에서 의병을 모아 싸움에 나아갔으나, 죽령에 이르러 청나라군과 화친했다는 말을 듣고 다시 돌아왔다.
비는 네모난 받침돌 위에 비몸을 세우고 장식이 특이한 머릿돌을 얹은 모습이다. 비문은 허적 선생이 손수 글씨를 썼는데, 선생이 살았던 시대로 미루어 조선 중기에 비를 세웠을 것으로 보인다.

## 참고 자료
- 어촌 양훤 묘비 - 국가유산청 국가유산포털